# Joaquina Kalukango
Joaquina Kalukango, née le 2 septembre 1989 à Atlanta, est une actrice et chanteuse américaine. Connue pour ses prestations sur scène à Broadway, elle remporte en 2022 le Tony Award de la meilleure actrice en interprétant le rôle principal dans la comédie musicale Paradise Square (en).

## Biographie
Joaquina Kalukango est née le 2 septembre 1989 à Atlanta de parents d'origine angolaise et est diplômée de la Juilliard School de New York. Elle fait ses débuts sur scène en 2011 à Broadway dans la comédie musicale Godspell.
En 2021 elle est nommée au Tony Award de la meilleure actrice dans une pièce pour son rôle dans Slave Play (en) de Jeremy O. Harris (en). L'année suivante lors de la 75e cérémonie, elle atteint la consécration en remportant le prix, cette fois dans la catégorie meilleure actrice dans une comédie musicale, en interprétant le rôle principal dans Paradise Square (en).
Au cinéma, elle incarne en 2020 Betty Shabazz, l'épouse de Malcolm X, dans le long métrage One Night in Miami de Regina King.
À la télévision, elle apparait en 2021 dans le téléfilm Robin Roberts Presents: Mahalia de Kenny Leon (en), consacré à la chanteuse de gospel et militante des droits civiques Mahalia Jackson, cette dernière y étant incarnée par Danielle Brooks.

## Théâtre
- 2011-2012 : Godspell : Ensemble (Circle in the Square Theatre)
- 2012 : Hurt Village (en) : Cookie  (Romulus Linney Courtyard Theatre)
- 2014 : Antoine et Cléopâtre : Cléopâtre (Anspacher Theater)
- 2014 : Holler If Ya Hear Me (en) : Kamilah, Ensemble (Palace Theatre)
- 2015-2017 : La Couleur pourpre : Nettie (Bernard B. Jacobs Theatre)
- 2019-2020 : Slave Play (en) : Kaneisha (John Golden Theatre)
- 2022 : Paradise Square (en) : Nelly O'Brien (Théâtre Ethel Barrymore)
- 2022-2023 : Into the Woods : Sorcière (St. James Theatre)

## Filmographie

### Cinéma
- 2018 : Chained for Life (en) d'Aaron Schimberg : Michelle
- 2020 : One Night in Miami de Regina King : Betty X

### Télévision
- 2019 : Dans leur regard (mini-série) : Adelle (épisode 3)
- 2019 : Instinct : Angela (saison 2, épisode 10)
- 2020 : Cast Black Talent Virtual Reading Series : Crank (épisode Hurt Village)
- 2020 : Lovecraft Country : Hanna (4 épisodes)
- 2021 : Robin Roberts Presents: Mahalia de Kenny Leon (en) : Mildred (téléfilm)
- 2023 : Lawmen : L'Histoire de Bass Reeves (Lawmen: Bass Reeves) : Esme (6 épisodes)